# Giallo napoletano
Giallo napoletano (Brasil: Atos Proibidos de Amor e Vingança) é um filme italiano de 1979, dos gêneros policial e comédia, dirigido por Sergio Corbucci.

## Sinopse
Raffaele Capece (Marcello Mastroianni), sempre a coxear devido à poliomielite contraída na infância, é um professor de bandolim, sempre com problemas de dinheiro por causa das dívidas contraidas pelo pai, um viciado em jogo. Para pagar uma dívida, aceita fazer uma serenata debaixo de uma varanda. Começa aqui o seu envolvimento numa série de assassinatos que têm em comum a música, memórias de guerra e uma enorme quantia em dinheiro, tudo na cidade de Nápoles.

## Elenco
- Marcello Mastroianni: Raffaele Capece
- Peppino De Filippo: Natale Capece
- Ornella Muti: Lucia